# Schwarzer Tag des deutschen Heeres

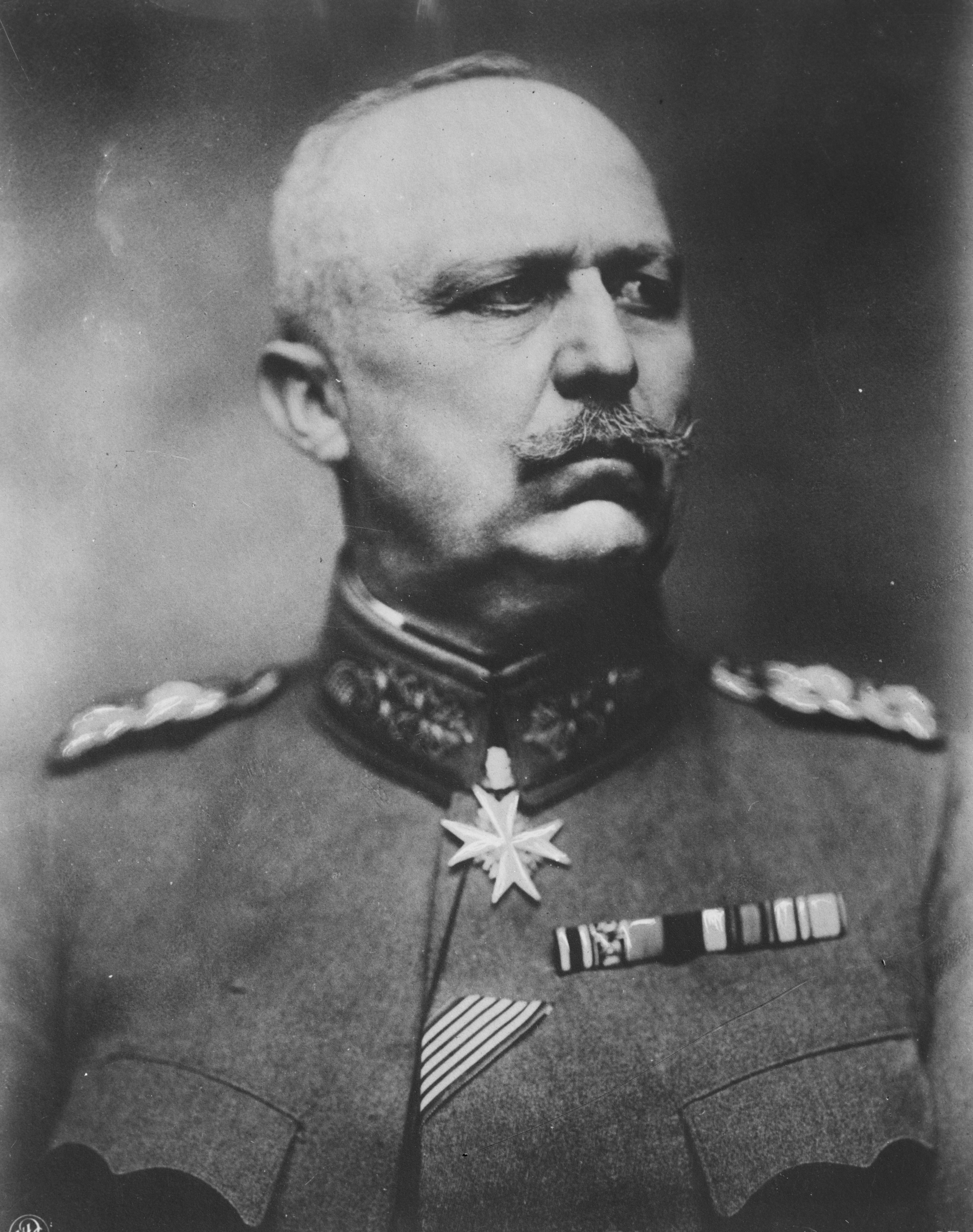
Erich Ludendorff (1865–1937)

Als Schwarzer Tag des deutschen Heeres wird nach einem Ausspruch General Erich Ludendorffs der 8. August 1918 bezeichnet, der Auftakt der Schlussoffensive der Entente im Ersten Weltkrieg (Offensive der hundert Tage oder Hunderttageoffensive) vom 8. August bis zum 11. November.

„Der 8. August ist der schwarze Tag des deutschen Heeres in der Geschichte dieses Krieges.“

## Der 8. August
Den alliierten Truppen gelang am 8. August 1918 in der Schlacht bei Amiens ein Einbruch an der Westfront. Sie zwangen die deutschen Truppen zum Rückzug auf breiter Front. Einen Tag später wurde die Lage wieder stabilisiert und der Vormarsch der alliierten Truppen abgebremst. Am 14. August 1918 erklärt die Oberste Heeresleitung – im Beisein von Kaiser Wilhelm II. und dem österreichischen Kaiser Karl I. – im Großen Hauptquartier im Hotel Britannique in Spa erstmals, die Fortführung des Krieges für „aussichtslos“. Ausschlaggebend für diese Einschätzung war die massive Überlegenheit der Alliierten, die seit dem Kriegseintritt der USA am 6. April 1917 entstanden war. Das US-Expeditionskorps wurde 1918 mit jedem Monat stärker. Ein Ziel der gescheiterten deutschen Frühjahrsoffensive 1918 war gewesen, diesen Faktor gar nicht erst wirksam werden zu lassen. Hinzu kamen die schlechte Versorgungslage und die hohen Verluste, die nicht mehr zu kompensieren waren.

## Weitere Entwicklung
Mit dem Sieg über die deutschen Truppen in der Schlacht bei Amiens war die Wende im Ersten Weltkrieg endgültig besiegelt und die Niederlage Deutschlands nur noch eine Frage der Zeit. Es war zwar kein strategischer Durchbruch der Alliierten – dieser war allgemein im Stellungskrieg beim Stand der Militärtechnik des Jahres 1918 kaum zu verwirklichen; aber der 8. August war eine „moralische Niederlage“. An einem Tag verloren die Deutschen etwa 30.000 Mann, die Hälfte davon geriet in Kriegsgefangenschaft, was Eindruck auf die Oberste Heeresleitung (OHL) machte. Die Stabsoffiziere forderten von Erich Ludendorff die Erlaubnis zum Rückzug; dieser beharrte jedoch zunächst auf einer Verteidigung um jeden Preis. Die von ihm ursprünglich angeordnete starre Verteidigung hätte den Panzern der Alliierten (10 Bataillone mit 360 schweren britischen Tanks vom Typ Mark IV, 2 Bataillone mit 96 Kavalleriepanzern vom Typ Mark A sowie 2 Bataillone mit 90 französischen Renault FT) sogar einen noch größeren Erfolg ermöglicht; Ludendorff stimmte schließlich aber einer Rücknahme der Front zu.
Am 14. August kam es zu einer Konferenz in Spa, auf der ein Verhandlungsfrieden angestrebt wurde, obwohl die Armee vordergründig noch intakt war und an der Westfront über 2,5 Millionen Soldaten standen. Die deutschen Stellungen waren aber bereits sehr dünn besetzt – es hielt ein „Spinnennetz“ von Verteidigern. Angesichts der alliierten Überlegenheit herrschte auf deutscher Seite ein Mangel an fronttauglichen Soldaten; die Truppen waren schlecht versorgt, ausgelaugt und näherten sich dem Ende ihrer Kräfte. Dass Verhandlungen begonnen wurden, bildete später den argumentativen Hintergrund für die Dolchstoßlegende deutschnationaler und rechtsgerichteter Kreise. Die Oberste Heeresleitung hatte allerdings die Aussichtslosigkeit der Lage erkannt, zumal keine Personalreserven mehr zur Verfügung standen. Sie forderte am 29. September 1918 von der Reichsregierung (Kabinett Michaelis) die sofortige Aufnahme von Waffenstillstandsverhandlungen mit dem Hinweis, dass die Front jeden Tag zusammenbrechen könne. In der Folge zog sich das Heer langsam zurück.
Am 4. Oktober ersuchte die Reichsregierung Woodrow Wilson, den Präsidenten der USA, um Waffenstillstandsverhandlungen. Dessen Vierzehn-Punkte-Vorschlag einer internationalen Nachkriegsordnung schien noch am ehesten eine Perspektive zu bieten.